# North Robinson
North Robinson è un villaggio degli Stati Uniti d'America, situato nello stato dell'Ohio, nella contea di Crawford.